# Emese Hunyady
Emese Hunyady, född den 4 mars 1966 i Budapest, Ungern, är en ungersk och därefter österrikisk skridskoåkare.
Hon tog OS-brons på damernas 3 000 meter i samband med de olympiska skridskotävlingarna 1992 i Albertville.
Hon tog OS-guld på damernas 1 500 meter och OS-brons på damernas 3 000 meter i samband med de olympiska skridskotävlingarna 1994 i Lillehammer.